# Stancija Malusa
Stancija Malusa (en italien : Stanzia Malusa) est une localité de Croatie située en Istrie, dans la municipalité de Svetvinčenat, dans le comitat d'Istrie.